# Ladislav Nemet
Ladislav Nemet, S.V.D. (en cirílico serbio: Ладислав Немет; Odžaci, Voivodina, 7 de septiembre de 1956) es un prelado católico serbio. Desde 2022 se desempeña como arzobispo de Belgrado. Anteriormente, entre 2008 y 2022, fue obispo de Zrenjanin.
Fue nombrado cardenal el 7 de diciembre de 2024 por el papa Francisco.

## Biografía
Nemet asistió a la escuela secundaria Gymnasium Paulinum en Subotica de 1971 a 1976. Se unió a los Misioneros del Verbo Divino, completó sus estudios de filosofía y teología en Pieniezno, Polonia, y allí tomó sus votos perpetuos el 8 de septiembre de 1982. Recibió su maestría de la Universidad Católica de Lublin el 7 de abril de 1983. Fue ordenado sacerdote en Odžaci el 17 de abril de 1983. Pasó sus primeros dos años como sacerdote haciendo trabajo pastoral en Croacia.
Estudió en la Pontificia Universidad Gregoriana de Roma de 1985 a 1987. Mientras estuvo allí, trabajó en una parroquia en Fiumicino y estuvo encantado de experimentar una parroquia de jóvenes con una edad promedio de 35 años y con muchos grupos comunitarios activos de un tipo desconocido en Yugoslavia. Trabajó como misionero en Filipinas y fue capellán en la Universidad de San Carlos en Cebú de 1987 a 1990. Más tarde dijo que aprendió cómo la escasez de sacerdotes significaba que «los laicos hacen mucho más por la iglesia que las estructuras oficiales», algo «incomprensible» para los europeos que están «centrados en obispos y sacerdotes».
Regresó a Roma y obtuvo el doctorado en teología dogmática en la Gregoriana en 1994. Pasó los siguientes diez años en Austria. Enseñó teología dogmática en el Colegio Filosófico-Teológico de San Gabriel y fue prefecto de los estudiantes de teología. De 1994 a 2003 también apoyó los esfuerzos pastorales y fue capellán en Maria Enzersdorf. Trabajó para la Misión de la Santa Sede en Viena en su representación ante las Naciones Unidas y agencias especializadas de 2000 a 2004, y al mismo tiempo enseñó como profesor de la facultad jesuita de teología en Zagreb.
Fue provincial de la Provincia húngara de los Verbitas desde febrero de 2004 hasta mayo de 2007. Durante ese tiempo se ocupó con éxito de problemas de salud, incluyendo trombosis venosa profunda y enfermedad pulmonar. En julio de 2006 se convirtió en Secretario General de la Conferencia Episcopal Católica Húngara y enseñó misiología en la Escuela Superior de Teología Sapientia para Órdenes Religiosas en Budapest. Durante sus años en Hungría, trabajó como pastor y celebró la misa en lengua croata para los miembros de la diáspora balcánica.

### Episcopado
El 23 de abril de 2008, el Papa Benedicto XVI lo nombró obispo de Zrenjanin. Recibió su consagración episcopal el 5 de julio de 2008 de manos del cardenal Péter Erdő, arzobispo de Estrigonia-Budapest, con el arzobispo Juliusz Janusz, nuncio apostólico en Hungría, y el obispo László Huzsvár, su predecesor en Zrenjanin, como co-consagradores.
La diócesis de Nemet tenía una población envejecida que también estaba disminuyendo debido a la emigración. Organizó a los católicos dispersos en un número reducido de parroquias con consejos parroquiales elegidos. En 2017, contaban con 24 sacerdotes que oficiaban misa en 72 lugares. Aun así, las confirmaciones cayeron de 320 en 2009 a 230 en 2017, cuando la proporción de bautismos por funerales llegó a 9 por 14. Nemet se centró en multiplicar las actividades parroquiales, garantizando que las pequeñas comunidades estuvieran incluidas y haciendo de la interacción personal una prioridad. Dijo: «Creo que es importante que la gente sienta que no está viviendo su vida a espaldas de Dios». Su evaluación después de casi diez años fue que la cooperación entre el clero y los laicos seguía siendo débil, algunos clérigos continuaban con «modelos feudales» y los laicos, todavía «casi invisibles», necesitaban que se fortaleciera su papel. También organizó un sínodo diocesano entre 2017 y 2021, mucho antes de que el Papa Francisco —señaló Nemet más tarde— emprendiera su programa para los sínodos en toda la Iglesia.
En diciembre de 2018, Nemet publicó una carta sobre las parejas que viven en relaciones no reguladas, es decir, sin el beneficio del matrimonio sacramental. Después de explicar los orígenes del matrimonio y su papel en la procreación y la instrucción en la fe, afirmó el amor de Dios por las familias «en toda situación herida». Continuó: «También hay seres humanos nuestros que no consideran importante el matrimonio sacramental, pero que viven juntos y conviven como una familia en un sentido social. Les pedimos que intenten descubrir la grandeza y la belleza del matrimonio sacramental, con toda su alegría, y que vivan esta oportunidad del amor de Dios». Pensando en los divorciados vueltos a casar, cuyas vidas están «marcadas por heridas, fracturas y el valiente compromiso de un nuevo comienzo», citó Amoris laetitia del Papa Francisco: «La gracia de Dios está actuando en sus vidas, dándoles el coraje de hacer el bien, de cuidarse unos a otros con amor y de estar al servicio de la comunidad en la que viven y trabajan». Concluyó exhortando a estas parejas a tener el valor de consultar a un párroco sobre el acceso a la comunión, permitida en casos especiales, bajo condiciones estrictas.
Es presidente de la Conferencia Episcopal Internacional de los Santos Cirilo y Metodio, que comprende Kosovo, Macedonia del Norte, Montenegro y Serbia, elegido en 2016 y reelegido en 2021. En ese cargo participó como delegado en el Sínodo de los Obispos sobre la Sinodalidad en 2023 y 2024.
Durante el invierno de 2019 y 2020 buscó atención médica para tratar su «agotamiento y depresión». Dijo que la experiencia lo dejó menos centrado en el perfeccionismo y más franco en la conversación, para asombro de sus sacerdotes.
El 5 de noviembre de 2022, el Papa Francisco lo nombró arzobispo de Belgrado; fue instalado allí el 10 de diciembre.Continuó como administrador apostólico de Zrenjanin hasta la instalación de su sucesor.
Fue elegido uno de los dos vicepresidentes del Consejo de Conferencias Episcopales de Europa (CCEE) el 25 de septiembre de 2021.

### Cardenalato
El 6 de octubre de 2024, el Papa Francisco anunció que planeaba nombrar a Nemet cardenal el 8 de diciembre, fecha que luego se cambió al 7 de diciembre. Fue la primera persona de Serbia en ser nombrada miembro del Colegio Cardenalicio. El 7 de diciembre de 2024, el Papa Francisco lo creó cardenal, asignándole el título de Cardenal-Presbítero de Santa Maria Stella Maris.
El 11 de enero de 2025 fue nombrado miembro del Dicasterio para la Promoción de la Unidad de los Cristianos.